# Historia de Checoslovaquia
La historia de Checoslovaquia se inicia  con el colapso del Imperio austrohúngaro tras el fin de la Primera Guerra Mundial que llevó a la creación del país independiente de Checoslovaquia (en checo y eslovaco: «Československo»). Este país fue formado gracias al apoyo de, entre otros, el presidente de Estados Unidos Woodrow Wilson. Los checos y los eslovacos no estaban en el mismo nivel de desarrollo económico y tecnológico, pero la libertad y la oportunidad encontrada en una Checoslovaquia independiente les permitieron avanzar hacia la superación de estas desigualdades; sin embargo, la brecha cultural nunca fue plenamente superada y la discrepancia desempeñó un papel continuo a lo largo de los setenta y cinco años de la unión.
Así pues, la creación de Checoslovaquia el 28 de octubre de 1918 fue el punto culminante de la larga lucha de los checos contra sus gobernantes austríacos y la de los eslovacos contra la hungarización y sus gobernantes húngaros.

## Orígenes de Checoslovaquia

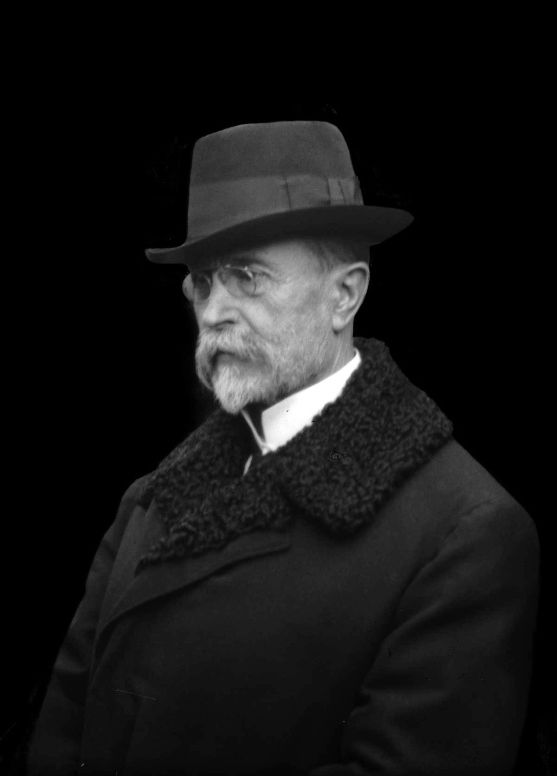
Tomáš Masaryk, primer presidente de Checoslovaquia.

Si bien los checos y eslovacos tienen idiomas similares, a fines del siglo XIX, su situación era muy diferente debido a los diferentes niveles de desarrollo de sus gobernantes -los austríacos en Bohemia y Moravia, y los húngaros en Eslovaquia- al interior del Imperio austrohúngaro. Bohemia era la parte más industrializada de Austria y Eslovaquia, la de Hungría, aunque a un nivel diferente. A pesar de las diferencias culturales, los eslovacos compartían con los checos aspiraciones similares de independencia del Estado habsburgo. Para fines del siglo XIX, la idea de una entidad "Checo-eslovaca" empezó a ser defendida por algunos líderes checos y eslovacos.
Durante la Primera Guerra Mundial, en 1916, junto con Edvard Beneš y Milan Rastislav Štefánik (un astrónomo y héroe de guerra eslovaco), Tomáš Masaryk creó el Consejo Nacional Checoslovaco. Estando Masaryk en Estados Unidos, Štefánik en Francia y Beneš en Francia y el Reino Unido, trabajaron incansablemente para obtener el reconocimiento de las potencias Aliadas. En el verano de 1918, cuando las conversaciones secretas entre los aliados y el emperador de Austria-Hungría Carlos I fracasaron, los Aliados aceptaron al Consejo Nacional Checoslovaco como el principal agente del futuro gobierno checoslovaco.

## Primera República (1918-1938)

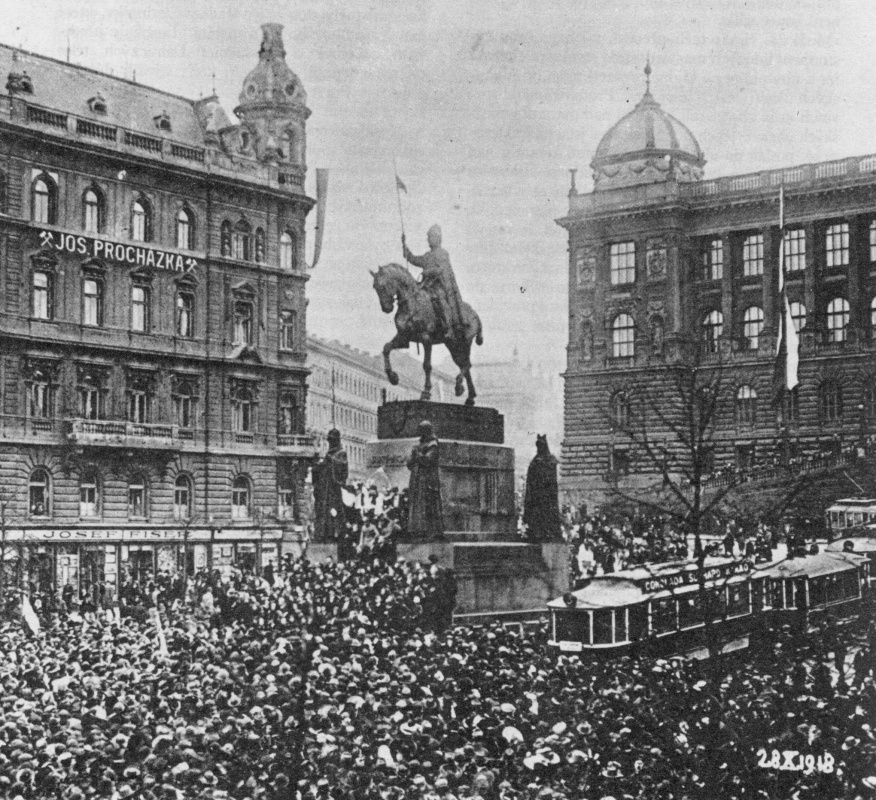
Manifestación en la Plaza de San Venceslao (Praga), el día de la proclamación de la independencia.

La independencia de Checoslovaquia fue proclamada oficialmente en Praga el 28 de octubre de 1918 en el Salón Smetana de la Casa municipal de Praga, un espacio físico fuertemente asociado con el sentimiento nacionalista. Los eslovacos se unieron oficialmente al Estado dos días después en el pueblo de Martin. Se adoptó una constitución temporal y Tomáš Masaryk fue nombrado presidente el 14 de noviembre. El Tratado de Saint-Germain-en-Laye, firmado el 10 de septiembre de 1919 entre las potencias aliadas y Austria, reconoció formalmente al nuevo estado. Más tarde, se agregó Rutenia al territorio checo y Eslovaquia por el Tratado de Trianon, firmado el 4 de junio de 1920, aunque hubo varios conflictos fronterizos entre Polonia y Checoslovaquia.
El nuevo Estado se caracterizó por problemas ocasionados por su diversidad étnica, historias separadas y grandes diferencias en las tradiciones religiosas, culturales y sociales de checos y eslovacos. Los alemanes y húngaros de Checoslovaquia se manifestaron abiertamente en contra de la nueva distribución territorial.

Checoslovaquia en 1928, tras reformas territoriales que supusieron una cierta autonomía.

El Estado checoslovaco fue concebido como una democracia parlamentaria. La constitución identificaba a la "nación checoslovaca" como la creadora y principal componente del Estado checoslovaco y estableció el checo y el eslovaco como idiomas oficiales. El concepto de nación checoslovaca fue necesario para justificar al mundo el establecimiento de Checoslovaquia, debido a que de otra manera la mayoría estadística de checos comparada con los alemanes sería más bien débil. La gestión del nuevo gobierno checoslovaco se distinguió por su estabilidad, la cual se alcanzó gracias a la buena organización de los partidos políticos que surgieron como los centros reales de poderes.

## Segunda República (1938-1939)

Pérdidas territoriales en el invierno de 1938 y territorio de la Segunda República (Checo-Eslovaquia).

Si bien Checoslovaquia era el único país de Europa Central que mantuvo una democracia parlamentaria de 1918 a 1938, debió enfrentar problemas con sus minorías étnicas, siendo la más importante de ellas la gran población alemana del país. Los alemanes sudetes sumaban de 3 a 3,5 millones de los 14 millones de la población checoslovaca en el período de entreguerras y estaban principalmente concentrados en las regiones fronterizas de Bohemia y Moravia, denominadas Sudetenland, en alemán. 

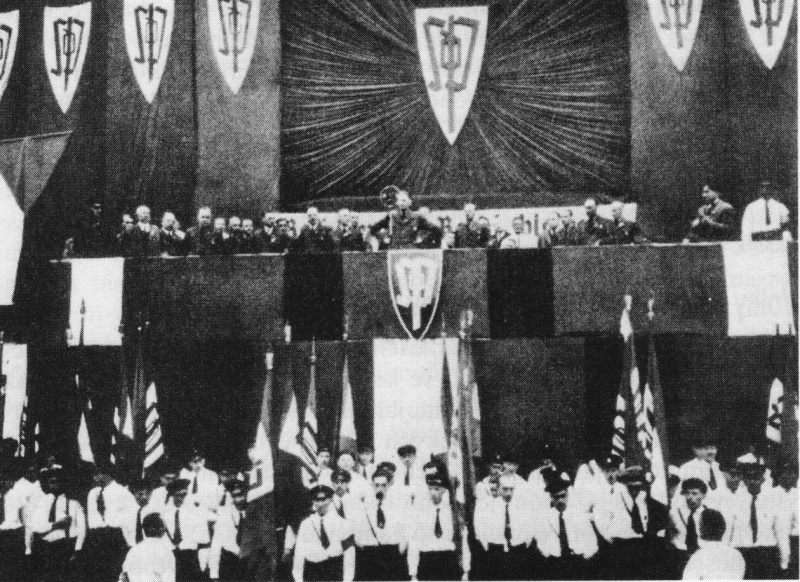
Congreso del Partido de los Sudetes, mayoritario entre la minoría alemana a finales de los años 30 y controlado por la Alemania Nazi.

El ascenso de Hitler en Alemania, la anexión de Austria (Anschluss), el resurgimiento resultante del revisionismo en Hungría y de la agitación por la autonomía en Eslovaquia y la política de apaciguamiento de las potencias occidentales (Francia y el Reino Unido) dejaron a Checoslovaquia sin aliados, expuesta a la hostil Alemania y Hungría en tres frentes y una poco amigable Polonia por el norte. Tras el Anschluss, Checoslovaquia se convirtió en el siguiente objetivo de Hitler. Su pretexto fueron las supuestas privaciones padecidas por las poblaciones alemanas que vivían en las regiones fronterizas del norte y oeste de Checoslovaquia. La minoría nacionalista alemana liderada por Konrad Henlein y vehementemente respaldada por Hitler demandó la unión de los distritos predominantemente alemanes con Alemania. Amenazando con una guerra, Hitler exhortó por medio de los Acuerdos de Múnich por la cesión de los territorios de frontera (Bohemia, Moravia y Silesia), de donde toda la población checa sería forzosamente expulsada. Los Acuerdos fueron firmados el 30 de septiembre de 1938 por Alemania, Italia, Francia y el Reino Unido. El gobierno checoslovaco aceptó acatar el acuerdo que estipulaba que Checoslovaquia debía ceder el territorio de los Sudetes a Alemania. Beneš renunció como presidente de la República checoslovaca el 5 de octubre de 1938 huyó a Londres y fue sucedido por Emil Hácha. La incorporación del Sudetenland a la Alemania Nazi dejaría al resto de Checoslovaquia sin defensas para resistir la subsecuente ocupación. Como resultado, Bohemia y Moravia perdieron alrededor del 38% de su área combinada en favor de Alemania, con unos 3,2 millones de alemanes y 750.000 checos. 
A inicios de noviembre de 1938, bajo el primer arbitraje de Viena que fue un resultado del Acuerdo de Múnich, Checoslovaquia fue forzada por Alemania e Italia a ceder el sur de Eslovaquia (un tercio del territorio eslovaco) a Hungría. Así, Hungría obtuvo 11,882 km 2 del sur de Eslovaquia y el sur de Rutenia. De acuerdo a un censo de 1941, alrededor del 86,5% de la población en este territorio era húngara. 
Tras un ultimátum del 30 de septiembre de 1938 (pero sin consulta con ningún otro país, Polonia adquirió el pueblo de Český Těšín junto con el área circundante de Zaolzie (unos 906 km² con 250.000 habitantes en su mayoría polacos) y dos áreas fronterizas menores en el norte de Eslovaquia, más precisamente en las regiones de Spiš y Orava (226 km² con 4.280 habitantes, siendo polacos solo el 0,3% de ellos).

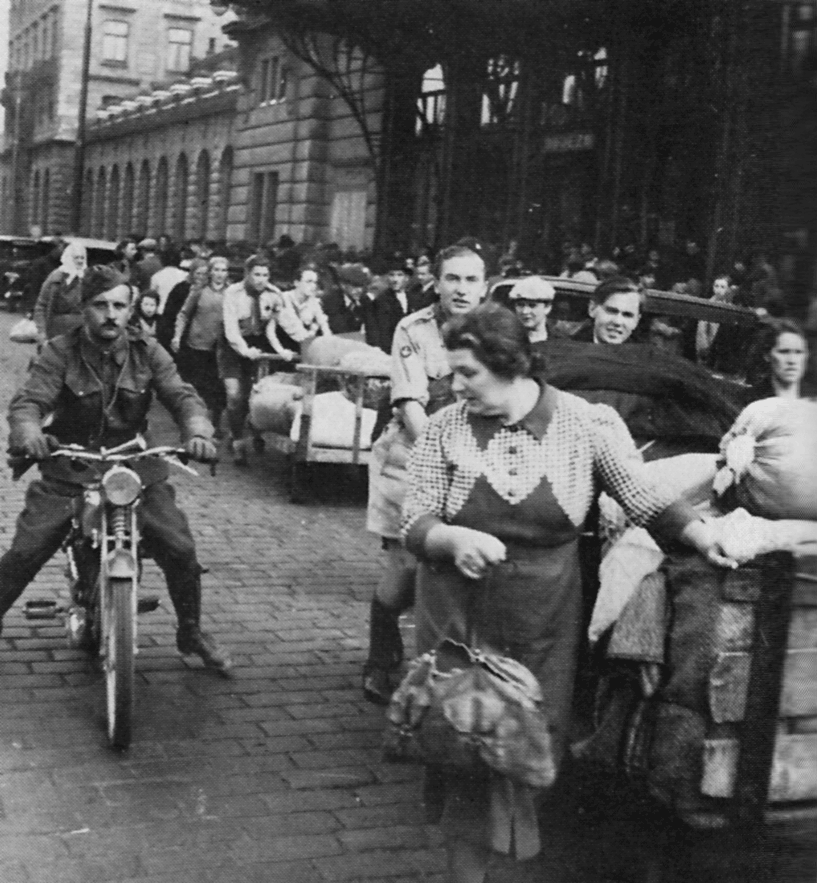
Refugiados checos llegan a Praga, invierno de 1938-1939.

Poco después del Acuerdo de Múnich, 115.000 checos y 30.000 alemanes huyeron de Checoslovaquia. Según el Instituto de Asistencia a los refugiados, la cifra real de refugiados llegó a casi 150.000 personas el 1 de marzo de 1939. Los checos en la debilitada República Checoslovaca fueron forzados a otorgar grandes concesiones a los no-checos. El comité ejecutivo del Partido Popular Eslovaco se reunió en Žilina el 5 de octubre de 1938 y con el consentimiento de todos los partidos eslovacos a excepción de los social-demócratas formó un gobierno autónomo eslovaco bajo el liderazgo de Jozef Tiso. Igualmente, las dos principales facciones en la Rutenia subcarpatiana, los rusófilos y ucranófilos, acordaron el establecimiento de un gobierno autónomo, el cual fue conformado el 8 de octubre de 1938. A fines de noviembre de 1938, el Estado trunco, renombrado Checo-Eslovaquia [la así llamada Segunda República] fue reconstituida en tres unidades autónomas: Chekia (i.e. Bohemia y Moravia), Eslovaquia y Rutenia.
El 4 de diciembre de 1938, hubo elecciones para el Reichsgau Sudetenland, en las cuales 97,32% de la población adulta votó por el Partido Nacionalsocialista. Alrededor de medio millón de sudetes se unieron al Partido Nazi, lo que significaba el 17,34% de la población alemana en Sudetenland (la participación promedio del NSDAP en Alemania Nazi fue del 7,85%). Como resultado, el Sudetenland era la región más "pro-nazi" del Tercer Reich. Debido a su conocimiento del idioma checo, muchos sudetes fueron empleados en la administración del Protectorado de Bohemia y Moravia, así como en organizaciones nazis como la Gestapo. El más conocido de ellos fue Karl Hermann Frank, quien llegó a ser segundo al mando después de Reinhard Heydrich en el Protectorado de Bohemia y Moravia. 
El 12 de marzo de 1939, los eslovacos declararon su independencia como un Estado satélite. Hitler forzó a Hácha a entregar lo que quedaba de Bohemia y Moravia al control alemán el 15 de marzo de 1939, estableciendo un protectorado alemán en Bohemia y Moravia, que fue creado el 15 de marzo. El mismo día, Rutenia subcarpatiana declaró su independencia y fue inmediatamente invadida y anexada por Hungría. Finalmente, el 23 de marzo, Hungría invadió y ocupó otras regiones al este de Eslovaquia.

## Segunda Guerra Mundial

### La ocupación alemana

Escudo de armas del Protectorado de Bohemia y Moravia.

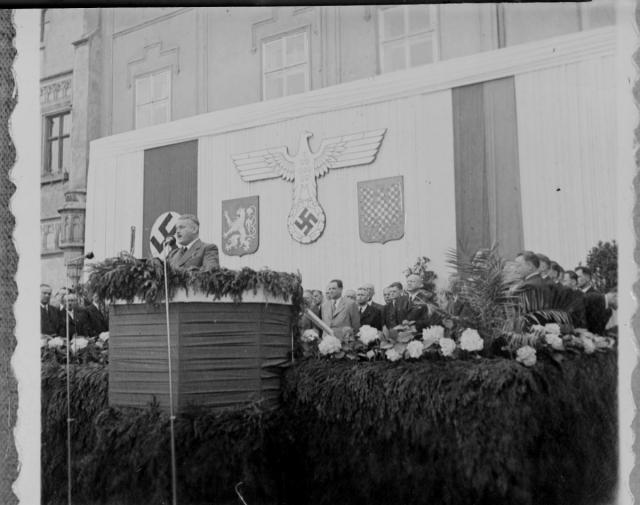
Jaroslav Krejčí, canciller del Protectorado de Bohemia y Moravia, en una tribuna decorada con la bandera del Reich, el águila nazi con sus alas "protectoras" desplegada sobre los escudos que portaban el león de Bohemia y el águila de Moravia y la bandera del Protectorado.

El estatuto de protectorado fue regido por un decreto de Hitler del 16 de marzo de 1939. El Protectorado de Bohemia y Moravia no disponía de ninguna representación propia en el extranjero y su ejército bajo control del gobierno no podía tener más que un rol auxiliar. En cada provincia, la autoridad fue ejercida por un Oberlandrat. Se autorizó solo a un partido político: la Alianza Nacional, que sale elegido con el 99% de los votos en mayo de 1939. lo que no justificaba la existencia de un parlamento. A la cabeza del Protectorado, el presidente y el gobierno no tenían poderes reales, pues estos se concentraban en manos de un Reichsprotektor (Protector del Reich), mientras que la administración era llevada por el Secretario de Estado del Protectorado, Karl Hermann Frank. Los diversos servicios de policía alemana como la Sicherheitsdienst o la Gestapo operaban sobre el conjunto del territorio del Protectorado y se interesaban en los oponentes políticos checos y en los numerosos refugiados políticos alemanes que no habían podido escapar antes del 15 de marzo de 1939.
Durante los primeros meses que siguieron al establecimiento del Protectorado, la ocupación alemana fue relativamente suave. Los alemanes se esforzaron en ganarse a los obreros, cuyo trabajo les era necesario y reservaron la represión a los intelectuales a los cuales el estallido de la Segunda Guerra Mundial pudo darles alguna esperanza. El 28 de octubre de 1939, con ocasión del aniversario de la independencia de Checoslovaquia, tuvieron lugar grandes manifestaciones para protestar contra la ocupación y, en el curso de los enfrentamientos con la policía, el estudiante Jan Opletal fue herido mortalmente por un agente de policía alemán. Las fuerzas de ocupación alemanas tomaron como pretexto las manifestaciones estudiantes en respuesta del anuncio de la muerte de Opletal para cerrar las escuelas superiores. Nueve líderes del movimiento estudiantil fueron fusilados y varios estudiantes fueron enviados a campos de concentración nazis en Alemania. La educación nacional fue confiada a un colaborador convencido, el coronel Moravec. Una de las víctimas, Alfons Mucha, murió poco después de un interrogatorio llevado a cabo por la Gestapo en julio de 1939.
Como encontró demasiada clemencia en Konstantin von Neurath, Hitler nombró a Reinhard Heydrich suplente (Statthalter) de aquel el 24 de septiembre de 1941. De hecho, von Neurath no tenía ningún poder. Desde su llegada a Praga, Heydrich endureció la ocupación alemana. Su primer gesto fue condenar a muerte al primer ministro Alois Elias. Entre el 27 de septiembre y el 29 de noviembre, hizo fusilar a más de 400 checos. La Gestapo estaba cada vez más activa y hará desaparecer a más de 4.000 oponentes o miembros de la resistencia. Varios intelectuales fueron ejecutados: Vladislav Vančura en 1942 y Julius Fučík en 1943.
Junto con su política de terror, Heydrich intentó igualmente atraer la simpatía de la "parte sana" de la población, aumentando las raciones alimenticias y luchando contra el mercado negro.

### El gobierno en el exilio
Beneš y otros exiliados checoslovacos en Londres organizaron un Gobierno checoslovaco en el exilio y negociaron su reconocimiento internacional y una renuncia a los Acuerdos de Múnich y sus consecuencias. El gobierno fue reconocido por el Secretario de Relaciones Exteriores del Reino Unido E. F. L. Wood el 18 de julio de 1940. En julio y diciembre de 1941, la Unión Soviética y los Estados Unidos reconocieron también el gobierno en el exilio. Las unidades militares checoslovacas lucharon al lado de las fuerzas aliadas. En diciembre de 1943, el gobierno de Beneš firmó un tratado con la Unión Soviética. Beneš trabajó para traer de regreso a Checoslovaquia a los comunistas exiliados en el Reino Unido con la cooperación activa de su gobierno, ofreciendo concesiones de largo alcance, incluida la nacionalización de la industria pesada y la creación de comités populares locales en el final de la guerra (que de hecho ocurrió luego). En marzo de 1945, otorgó puestos claves del gabinete a comunistas checoslovacos exiliados en Moscú.
El asesinato del Reichsprotector Reinhard Heydrich en 1942 por un grupo de comandos checos y eslovacos entrenados por británicos liderados por Jan Kubiš y Jozef Gabčík llevó a represalias, incluyendo la aniquilación del poblado de Lídice. Todos los habitantes varones fueron ejecutados, mientras que las mujeres y los niños fueron transportados a campos de concentración.
El 8 de mayo de 1944, Beneš firmó un acuerdo con los líderes soviéticos que estipulaba que el territorio de Checoslovaquia liberado por el ejército soviético sería puesto bajo control civil checoslovaco.

### La Liberación
Checoslovaquia fue liberada por el Ejército Rojo el 21 de septiembre de 1944, solo la región del suroeste de Bohemia fue liberada por otras tropas aliadas por el oeste. En mayo de 1945, las tropas estadounidenses liberaron la ciudad de Pilsen. Una revuelta civil contra la guarnición nazi tuvo lugar en Praga en mayo de 1945. La resistencia fue asistida por el fuertemente armado Ejército Ruso de Liberación del general Andréi Vlásov, una fuerza compuesta por prisioneros de guerra soviéticos organizada por alemanes que se volvió en contra de ellos. Excepto por las brutalidades de la ocupación alemana en Bohemia y Moravia (y, después, por la Insurrección nacional eslovaca, en agosto de 1944 también en Eslovaquia), Checoslovaquia sufrió relativamente poco por la guerra. Bratislava fue tomada el 4 de abril de 1945 y Praga el 9 de mayo de 1945 por tropas soviéticas. Tanto las tropas soviéticos como las aliadas se retiraron ese mismo año.

## Tercera República (1945-1948) y toma del poder comunista (1948)

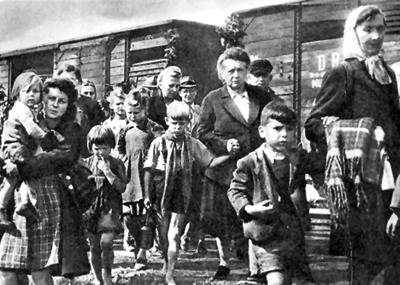
Expulsión de alemanes étnicos de los Sudetes.

La Tercera República se inició en abril de 1945. Su gobierno, instalado en Košice el 4 de abril y trasladado a Praga en mayo, era una coalición del Frente Nacional en el que tres partidos socialistas —Partido Comunista de Checoslovaquia, Partido Socialdemócrata Checo y Partido Nacional Social Checo— predominaron. Ciertos partidos no socialistas fueron incluidos en la coalición, entre los cuales se encontraba el Partido Popular Católico en Moravia y el Partido Democrático de Eslovaquia.
Tras la rendición de la Alemania Nazi, unos 2,9 millones de alemanes étnicos fueron expulsados de Checoslovaquia, con aprobación de los Aliados. Sus propiedades y derechos fueron declarados nulos por los decretos de Beneš. Checoslovaquia pronto caería en la esfera de influencia soviética.
El entusiasmo popular evocado por los ejércitos de liberación soviéticos benefició al Partido Comunista de Checoslovaquia. Los checoslovacos, amargamente decepcionados por Occidente debido a los Acuerdos de Múnich (1938), respondieron favorablemente tanto al Partido Comunista como a la alianza soviética, decidida por un compromiso entre los Aliados y Stalin en la Conferencia de Yalta (1944). Reunidos en un solo Estado después de la guerra, los checos y eslovacos convocaron a elecciones nacionales para la primavera de 1946. Las fuerzas democráticas, lideradas por el presidente en el exilio Edvard Beneš, esperaban que la Unión Soviética permitiría a Checoslovaquia la libertad de elegir su propia forma de gobierno y aspiraban a que Checoslovaquia actuara como un puente entre Oriente y Occidente. Los comunistas aseguraron una fuerte representación en los Comités Nacionales, popularmente electos como nuevos órganos de administración local. En las elecciones parlamentarias de mayo de 1946, el Partido Comunista de Checoslovaquia ganó la mayor parte del voto popular en la parte checa del país biétnico (40,17%) y el medianamente anticomunista Partido Democrático ganó en Eslovaquia (62%). En suma, el Partido Comunista de Checoslovaquia ganó un 38% del voto a nivel nacional. 
Edvard Beneš continuó como presidente de la República y el líder comunista Klement Gottwald fue nombrado primer ministro. Si bien los comunistas obtuvieron solo una minoría de los ministerios, fueron capaces de controlar todos los ministerios claves, como el Ministerio del Interior. En un primer momento, este gobierno pretendió participar en el Plan Marshall, pero fue forzado a retirarse por orden del Kremlin.
En 1947, Stalin convocó a Gottwald a Moscú. A su retorno a Praga, el Partido Comunista de Checoslovaquia mostró una radicalización significativa de sus tácticas. El 20 de febrero de 1948, los doce ministros no-comunistas renunciaron, en parte, para inducir a Beneš a convocar elecciones anticipadas; sin embargo, Beneš se negó a aceptar las renuncias y no convocó a elecciones. Mientras tanto, el Partido Comunista de Checoslovaquia reunió sus fuerzas para el golpe de Estado de 1948. El Ministerio del Interior controlado por los comunistas desplegó regimientos policiales a áreas sensibles y armó a milicias conformadas por trabajadores. El 25 de febrero, Beneš, quizás temiendo una intervención soviética, capituló y aceptó las renuncias de los ministros disidentes. Gottwald le proveyó de una lista con el nuevo gabinete ministerial, con lo cual se completó, bajo la cubierta de una legalidad superficial, la toma del poder por los comunistas.
El 10 de marzo de 1948, el ministro de Asuntos Exteriores moderado Jan Masaryk fue encontrado muerto en un aparente suicidio, aunque las circunstancias sospechosas que rodearon a su muerte ha generado la creencia de que se trató de un asesinato político perpetrado por el naciente gobierno comunista.

## La era comunista (1948-1989)

Escudo de la República Socialista de Checoslovaquia.

Checoslovaquia, 1969-1990.

En febrero de 1948, cuando los comunistas tomaron el poder, Checoslovaquia fue declarada una "democracia popular" (hasta 1960), como un paso preliminar hacia el socialismo y, finalmente, el comunismo. Fue introducido el centralismo burocrático bajo la dirección del Partido Comunista de Checoslovaquia. Los elementos disidentes fueron purgados de todos los niveles de la sociedad, incluyendo a la Iglesia católica. Los principios ideológicos del marxismo-leninismo y del realismo socialista penetraron la vida cultural e intelectual. La economía estuvo comprometida hacia una planificación central y hacia la abolición de la propiedad privada de capital. 
Checoslovaquia se convirtió en un Estado satélite de la Unión Soviética: fue uno de los miembros fundadores del Consejo de Ayuda Mutua Económica (Comecon) en 1949 y del Pacto de Varsovia en 1955. La consecución del socialismo controlado al estilo soviético se convirtió en política gubernamental reconocida. La autonomía eslovaca fue constreñida; el Partido Comunista de Eslovaquia (KSS) fue reunificado con el Partido Comunista de Checoslovaquia (KSČ), aunque retuvo su propia identidad. Siguiendo el ejemplo soviético, Checoslovaquia comenzó a enfatizar el desarrollo rápido de la industria pesada. Si bien un crecimiento industrial del 170% entre 1948 y 1957 era impresionante, fue excedido de lejos por aquel de Japón (300%) y el de la República Federal de Alemania (casi 300%) y similar al de Austria y Grecia.

## Checoslovaquia democrática (1989-1992)
El 17 de noviembre de 1989, la Policía comunista irrumpió con violencia en una manifestación pacífica a favor de la democracia, y golpeó con brutalidad a muchos estudiantes que participaban. Los días siguientes, los gestores de la Carta 77 y otros grupos se unieron para convertirse en el Foro Cívico, un grupo que luchaba por una reforma burocrática y por libertades civiles. Su líder fue el dramaturgo disidente Václav Havel. Evitó intencionadamente la etiqueta de "partido político", un término que había adquirido una connotación negativa durante el régimen anterior, el Foro Cívico ganó rápidamente el apoyo de millones de checos, así como lo hizo su contraparte eslovaca, Público Contra la Violencia.